# Jan-Lennard Struff
Jan-Lennard Struff (født 25. april 1990 i Warstein, Tyskland) er en professionel mandlig tennisspiller fra Tyskland.